# Familia de Gediminas
La familia de Gediminas es un grupo de miembros familiares de Gediminas, Gran Duque de Lituania (ca. 1275–1341), quién interaccionó en el siglo XIV. La familia incluía a los hermanos, hijos y nietos del Gran Duque y desempeñó el papel fundamental en la historia de Lituania durante el período en que la nobleza lituana aún no había adquirido su influencia. Gediminas era también el antepasado de la dinastía Gedimínida, la cual gobernó el Gran Ducado de Lituania desde los años 1310 o 1280 a 1572.
Los orígenes de Gediminas no están claros, pero investigaciones recientes sugieren que Skalmantas, una figura histórica por lo demás desconocida, era el abuelo o padre de Gediminas y podría ser considerado el fundador de la dinastía. Debido a que ninguno de sus hermanos o hermanas tuvieron herederos conocidos, Gediminas, que tenía al menos doce hijos, tuvo la ventaja en establecer soberanía sobre sus hermanos. Conocido por sus habilidades diplomáticas, Gediminas organizó los matrimonios de sus hijos para satisfacer los objetivos de su política exterior: sus hijos consolidaron el poder lituano dentro del Gran Ducado de Lituania, mientras que sus hijas establecieron o fortalecieron alianzas con los gobernantes de áreas en la Rusia moderna, Ucrania y Polonia.
Las relaciones entre los hijos de Gediminas eran generalmente armoniosas, con la excepción notable de Jaunutis, quien fue depuesto en 1345 por sus hermanos Algirdas y Kęstutis. Estos dos hermanos fueron a dar un ejemplo célebre de reparto de poder pacífico. Sin embargo, los muchos nietos de Gediminas y sus descendientes se involucraron en luchas de poder que continuaron hasta bien entrado el siglo XV. Los nietos de Gediminas convirtieron Lituania al cristianismo e inauguraron la primera unión personal con Polonia.

## Orígenes
Debido a que las fuentes escritas de la época son escasas, la ascendencia de Gediminas, primeros años, y asunción del título de Gran Duque alrededor de 1316 son oscuras y continúan siendo objeto de debate académico. Varias teorías han afirmado que Gediminas era el hijo de su predecesor el Gran Duque Vytenis, su hermano, su primo, o su hostler. Durante varios siglos sólo circularon dos versiones de sus orígenes. Las crónicas —escritas mucho tiempo después de la muerte de Gediminas por los Caballeros teutónicos, un antiguo enemigo de Lituania— afirmaban que Gediminas era un hostler de Vytenis; según estas crónicas, Gediminas mató a su amo y asumió el trono. Otra versión introducida en las Crónicas lituanas, que también aparecieron mucho tiempo después de la muerte de Gediminas, proclamaba que Gediminas era hijo de Vytenis. Aun así, los dos hombres eran casi la misma edad, haciendo esta relación improbable. En 1868, una letra emitida por el Consejo de Riga en 1323 estuvo publicado aquello contuvo una nota pequeña que menciona Vytenis como "el hermano y predecesor" de Gediminas. Después de que la carta salió a la luz, los libros de texto representaron casi universalmente a Vytenis y Gediminas como hermanos. Sin embargo, el historiador Tomas Baranauskas cree que la palabra "hermano" ha sido interpretada demasiado literalmente, y que los dos eran de hecho primos.

## Representación gráfica
| |                            |  |                                       |                                       |  |                                           |                                           |  |                                   | Skalmantas?                       |  |  |                                               |                                               |  |                                                 |                                                 |  |                                                  |                                                  |  |                                               |                                               |
| |                            |  |                                       |                                       |  |                                           |                                           |  |                                   |                                   |  |  |                                               |                                               |  |                                                 |                                                 |  |                                                  |                                                  |  |                                               |                                               |
| |                            |  |                                       |                                       |  |                                           |                                           |  |                                   |                                   |  |  |                                               |                                               |  |                                                 |                                                 |  |                                                  |                                                  |  |                                               |                                               |
| |                            |  |                                       |                                       |  |                                           |                                           |  | Butegeidis Gran Duque de Lituania | Butegeidis Gran Duque de Lituania |  |  | Butvydas? Gran Duque de Lituania              | Butvydas? Gran Duque de Lituania              |  |                                                 |                                                 |  |                                                  |                                                  |  |                                               |                                               |
| |                            |  |                                       |                                       |  |                                           |                                           |  |                                   |                                   |  |  |                                               |                                               |  |                                                 |                                                 |  |                                                  |                                                  |  |                                               |                                               |
| |                            |  |                                       |                                       |  |                                           |                                           |  |                                   |                                   |  |  |                                               |                                               |  |                                                 |                                                 |  |                                                  |                                                  |  |                                               |                                               |
| |                            |  |                                       |                                       |  |                                           |                                           |  |                                   |                                   |  |  |                                               |                                               |  |                                                 |                                                 |  |                                                  |                                                  |  |                                               |                                               |
| |                            |  | Fiodor* Duque de Kiev                 | Fiodor* Duque de Kiev                 |  | Vainius Duque de Polatsk                  | Vainius Duque de Polatsk                  |  | Vytenis Gran Duque de Lituania    | Vytenis Gran Duque de Lituania    |  |  | Gediminas Gran Duque de Lituania              | Gediminas Gran Duque de Lituania              |  | Margiris? Duque de Samogitia                    | Margiris? Duque de Samogitia                    |  | NN hija?                                         | NN hija?                                         |  |                                               |                                               |
| |                            |  |                                       |                                       |  |                                           |                                           |  |                                   |                                   |  |  |                                               |                                               |  |                                                 |                                                 |  |                                                  |                                                  |  |                                               |                                               |
| |                            |  |                                       |                                       |  | Liubka                                    | Liubka                                    |  | Žvelgaitis                        | Žvelgaitis                        |  |  |                                               |                                               |  | NN hijo varón                                   | NN hijo varón                                   |  |                                                  |                                                  |  |                                               |                                               |
| |                            |  |                                       |                                       |  |                                           |                                           |  |                                   |                                   |  |  |                                               |                                               |  |                                                 |                                                 |  |                                                  |                                                  |  |                                               |                                               |
| |                            |  |                                       |                                       |  |                                           |                                           |  |                                   |                                   |  |  |                                               |                                               |  |                                                 |                                                 |  |                                                  |                                                  |  |                                               |                                               |
| |                            |  | Maria* Duquesa de Tver                | Maria* Duquesa de Tver                |  | Aldona Bautizada: Ona Reina de Polonia    | Aldona Bautizada: Ona Reina de Polonia    |  | Elzbieta* Duquesa de Płock        | Elzbieta* Duquesa de Płock        |  |  | Eufemija Bautizada: Marija Duquesa de Galicia | Eufemija Bautizada: Marija Duquesa de Galicia |  | Aigusta Bautizada: Anastasia Duquesa de Moscú   | Aigusta Bautizada: Anastasia Duquesa de Moscú   |  | NN hija? Duquesa de Pskov? Duquesa de Kozelsk?   | NN hija? Duquesa de Pskov? Duquesa de Kozelsk?   |  |                                               |                                               |
| |                            |  |                                       |                                       |  |                                           |                                           |  |                                   |                                   |  |  |                                               |                                               |  |                                                 |                                                 |  |                                                  |                                                  |  |                                               |                                               |
| |                            |  |                                       |                                       |  | 2 hijas                                   | 2 hijas                                   |  | 2 hijos                           | 2 hijos                           |  |  |                                               |                                               |  | 3 hijos                                         | 3 hijos                                         |  |                                                  |                                                  |  |                                               |                                               |
| |                            |  |                                       |                                       |  |                                           |                                           |  |                                   |                                   |  |  |                                               |                                               |  |                                                 |                                                 |  |                                                  |                                                  |  |                                               |                                               |
| |                            |  |                                       |                                       |  |                                           |                                           |  |                                   |                                   |  |  |                                               |                                               |  |                                                 |                                                 |  |                                                  |                                                  |  |                                               |                                               |
| Vytautas? Duque de Trakai? | Vytautas? Duque de Trakai? |  | Manvydas Príncipe de Slonim y Kernavė | Manvydas Príncipe de Slonim y Kernavė |  | Narimantas Bautizado: Gleb Duque de Pinsk | Narimantas Bautizado: Gleb Duque de Pinsk |  | Algirdas Gran Duque de Lituania   | Algirdas Gran Duque de Lituania   |  |  | Kęstutis Gran Duque de Lituania               | Kęstutis Gran Duque de Lituania               |  | Jaunutis Bautizado: Iwan Gran Duque de Lituania | Jaunutis Bautizado: Iwan Gran Duque de Lituania |  | Karijotas Bautizado: Mikhail Duque de Navahrudak | Karijotas Bautizado: Mikhail Duque de Navahrudak |  | Liubartas Bautizado: Dymitr Duque de Volhynia | Liubartas Bautizado: Dymitr Duque de Volhynia |
| |                            |  |                                       |                                       |  |                                           |                                           |  |                                   |                                   |  |  |                                               |                                               |  |                                                 |                                                 |  |                                                  |                                                  |  |                                               |                                               |
| 1 hijo varón | 1 hijo varón               |  |                                       |                                       |  | 3,4 o 5 hijos varones                     | 3,4 o 5 hijos varones                     |  | 22 hijos                          | 22 hijos                          |  |  | 7 u 8 hijos                                   | 7 u 8 hijos                                   |  | 2 hijos varones                                 | 2 hijos varones                                 |  | 4 a 10 hijos                                     | 4 a 10 hijos                                     |  | 3 hijos varones                               | 3 hijos varones                               |
| * Nombre pagano desconocido; nombre cristiano (bautismo) proporcionado Fuentes principales: - Nikžentaitis, Alvydas (1989). Gediminas (en lituano). Vilnius: Vyriausioji enciklopedijų redakcija. pp. 7-16. - Rowell, S. C. (1994). Lithuania Ascending: A Pagan Empire Within East-Central Europe, 1295–1345. Cambridge Studies in Medieval Life and Thought: Fourth Series. Cambridge University Press. pp. xxxii-xxxviii. ISBN 978-0-521-45011-9. |                            |  |                                       |                                       |  |                                           |                                           |  |                                   |                                   |  |  |                                               |                                               |  |                                                 |                                                 |  |                                                  |                                                  |  |                                               |                                               |